# کریستینا کامپو
کریستینا کامپو (انگلیسی: Cristina Campo; ۲۳ آوریل ۱۹۲۳ – ۱۰ ژانویهٔ ۱۹۷۷) شاعر، نویسنده، و مترجم اهل ایتالیا بود.